# Престон, Роберт
Ро́берт Пре́стон Ме́зерви (англ. Robert Preston Meservey; 8 июня 1918, Ньютон, Массачусетс, США — 21 марта 1987, Монтесито, Калифорния, США) — американский актёр театра и кино, певец.

## Молодость
Роберт Престон родился в Ньютоне, штат Массачусетс, в семье Рут Л. (урождённая Ри) и Фрэнка Уэсли Мезерви, клерка American Express. Окончил среднюю школу в Лос-Анджелесе, после чего поступил в театральную школу Pasadena Playhouse. Во время Второй мировой войны Престон служил в звании первого лейтенанта в должности офицера разведки в военно-воздушных силах Армии США.
В 1940 году женился на актрисе Кэтрин Крэйг. В этом браке прожил всю жизнь.

## Карьера
Престон играл во многих голливудских фильмах, чаще в вестернах. Самым известным из воплощённых им образов считается профессор Гарольд Хилл из фильма «Музыкант» (1962 год), поставленного по одноимённому мюзиклу Мередита Уиллсона (ранее в котором также играл Престон). В 1957 году за исполнение этой роли он получил премию «Тони». Популярность актёра была столь высока, что его фото было опубликовано на обложке журнала «Time» от 21 июля 1958 года. С 1965 года он начал играть в дуэте с Мэри Мартин в мюзикле «I Do! I Do!», за который в 1974 году вновь стал лауреатом «Тони». Престон также исполнил роль Мака Сеннета в бродвейском мюзикле Джерри Хермана «Mack and Mabel».
В 1961 году Престону было предложено сделать запись в рамках программы Президентского совета по физической культуре, одной из целей которой было побудить школьников больше заниматься спортом. Песня Chicken Fat, написанная Мередитом Уиллсоном и исполненная Престоном, была распространена в школах по всей стране и играла для учеников каждое утро.
В 1979 и 1980 годах Престон сыграл главу семейства Хэдли Чисхолма в мини-сериале CBS «The Chisholms». Розмари Харрис исполнила роль его жены Минервы. Персонаж Престона умер в девятом из тринадцати эпизодов сериала. По сюжету Чисхолмы стали жертвами аферы, в результате чего потеряли свою землю в Виргинии. После этого они уехали в Калифорнию, чтобы начать новую жизнь.
Роберт Престон также известен и по другим ролям в кино, в частности по киномюзиклу «Виктор/Виктория» (1982 год), за который он получил номинацию на премию «Оскар» за лучшую мужскую роль второго плана. Его последняя роль в большом кино была исполнена в картине «Последний звёздный боец» (1984 год), в которой он сыграл инопланетянина-вербовщика Центаури, создавшего видеоигру «Звёздный Боец». Престон позже признался, что списал характер Центаури с профессора Гарольда Хилла. Вместе с Мэри Тайлер Мур снялся в фильме «Finnegan Begin Again», показанному по каналу HBO в 1985 году. Свою последнюю роль Престон сыграл в телефильме Насилие! (1986 год).
Роберт Престон умер от рака лёгких 21 марта 1987 года в возрасте 68 лет.

## Работы

### Спектакли
- The Male Animal (15 мая 1952 — 31 января 1953)
- Men of Distinction (30 апреля 1953 — 2 мая 1953)
- His and Hers (7 января 1954 — 13 марта 1954)
- The Magic and the Loss (9 апреля 1954 — 1 мая 1954)
- The Tender Trap (13 октября 1954 — 8 января 1955)
- Janus (24 ноября 1955 — 30 июня 1956)
- The Hidden River (23 января 1957 — 16 марта 1957)
- The Music Man (рус. Музыкант) (19 декабря 1957 — 15 апреля 1961)
- Too True to be Good (12 марта 1963 — 1 января 1964)
- Nobody Loves an Albatross (19 декабря 1963 — 20 января 1964)
- Ben Franklin in Paris (27 октября 1964 — 1 мая 1965)
- The Lion in Winter (рус. Лев зимой) (3 марта 1966 — 21 мая 1966)
- I Do! I Do! (5 декабря 1966 — 15 июня 1968)
- Mack & Mabel (6 октября 1974 — 30 ноября 1974)
- Sly Fox (14 декабря 1976 — 19 февраля 1978)

### Фильмография
| Фильмы | Фильмы                         | Фильмы                            | Фильмы                          |
| Год    | На русском языке               | На языке оригинала                | Роль                            |
| ------ | ------------------------------ | --------------------------------- | ------------------------------- |
| 1938   | Король Алькатраса              | King of Alcatraz                  | Роберт МакАртур                 |
| 1938   | Нелегальный ввоз               | Illegal Traffic                   | Чарльз Бент Мартин              |
| 1939   |                                | Disbarred                         | Брэдли Кент                     |
| 1939   | Юнион Пасифик                  | Union Pacific                     | Дик Аллен                       |
| 1939   | Красавчик Жест                 | Beau Geste                        | Дигби Жест                      |
| 1940   | Тайфун                         | Typhoon                           | Джонни Поттер                   |
| 1940   | Северо-Западная конная полиция | North West Mounted Police         | Ронни Логан                     |
| 1940   | Луна над Бирмой                | Moon Over Burma                   | Чак Лэйн                        |
| 1941   | Леди из Шайенны                | The Lady from Cheyenne            | Стив Льюис                      |
| 1941   | Парашютный батальон            | Parachute Battalion               | Дональд «Дон» Морс              |
| 1941   | Город Нью-Йорк                 | New York Town                     | Пол Брисон-младший              |
| 1941   | Ночь на 16 января              | Night of January 16th             | Стив Ван Раайл                  |
| 1941   | Тихоокеанская чёрная дыра      | Pacific Blackout                  | Роберт Дрэпер                   |
| 1942   | Пожнёшь бурю                   | Reap the Wild Wind                | Дэн Катлер                      |
| 1942   | Оружие для найма               | This Gun for Hire                 | Майкл Крейн                     |
| 1942   | Остров Уэйк                    | Wake Island                       | рядовой Джо Дойл                |
| 1943   |                                | Night Plane from Chungking        | капитан Ник Стэнтон             |
| 1943   | Взмах крыльев                  | Wings Up                          |                                 |
| 1947   | Дело Макомбера                 | The Macomber Affair               | Фрэнсис Макомбер                |
| 1947   | Дикий посев                    | Wild Harvest                      | Джим Дэвис                      |
| 1948   | Большой город                  | Big City                          | Филип И. Эндрюс                 |
| 1948   | Кровь на лунном свете          | Blood on the Moon                 | Тэйт Рилинг                     |
| 1948   | Шепчущий Смит                  | Whispering Smith                  | Мюррэй Синклер                  |
| 1949   | Леди играет в азартные игры    | The Lady Gambles                  | Дэвид Бут                       |
| 1949   | Тулса                          | Tulsa                             | Брэд Брэди                      |
| 1950   |                                | The Sundowners                    | Джеймс Клауд                    |
| 1951   |                                | When I Grow Up                    | Отец Рид                        |
| 1951   | Самый отвратительный           | Best of the Badmen                | Мэттью Фаулер                   |
| 1951   | Мой преступный брат            | My Outlaw Brother                 | Джо Уолтер                      |
| 1951   |                                | Cloudburst                        | Джон Грэхем                     |
| 1952   | Лицом к лицу                   | Face to Face                      | Шериф Джек Поттер               |
| 1955   | Последняя граница              | The Last Frontier                 | полковник Фрэнк Марстон         |
| 1960   | Тьма наверху лестницы          | The Dark at the Top of the Stairs | Рубин Флуд                      |
| 1962   | Музыкант                       | The Music Man                     | «Профессор» Гарольд Хилл        |
| 1962   | Как был завоёван Запад         | How the West Was Won              | Роджер Морган                   |
| 1963   | Остров любви                   | Island of Love                    | Стив Блэр                       |
| 1963   | Все пути домой                 | All the Way Home                  | Джей Фоллетт                    |
| 1972   | Младший Боннер                 | Junior Bonner                     | Эйс Боннер                      |
| 1972   | Детская игра                   | Child’s Play                      | Джозеф Доббс                    |
| 1974   | Мамэ                           | Mame                              | Борегар Джексон Пикетт Бёрнсайд |
| 1977   | Крутой наполовину              | Semi-Tough                        | Эд Букман                       |
| 1981   | Сукин сын                      | S.O.B.                            | Доктор Ирвинг Файнгартен        |
| 1982   | Репетиция убийства (ТВ)        | Rehearsal for Murder              | Алекс Дэннисон                  |
| 1982   | Виктор/Виктория                | Victor/Victoria                   | Кэрол Тодд                      |
| 1984   | Последний звёздный боец        | The Last Starfighter              | Центаури                        |
| 1985   |                                | Finnegan Begin Again (ТВ)         | Майк Финнеган                   |
| 1986   | Насилие! (ТВ)                  | Outrage!                          | Деннис Риордан                  |